# Rosalind Russell

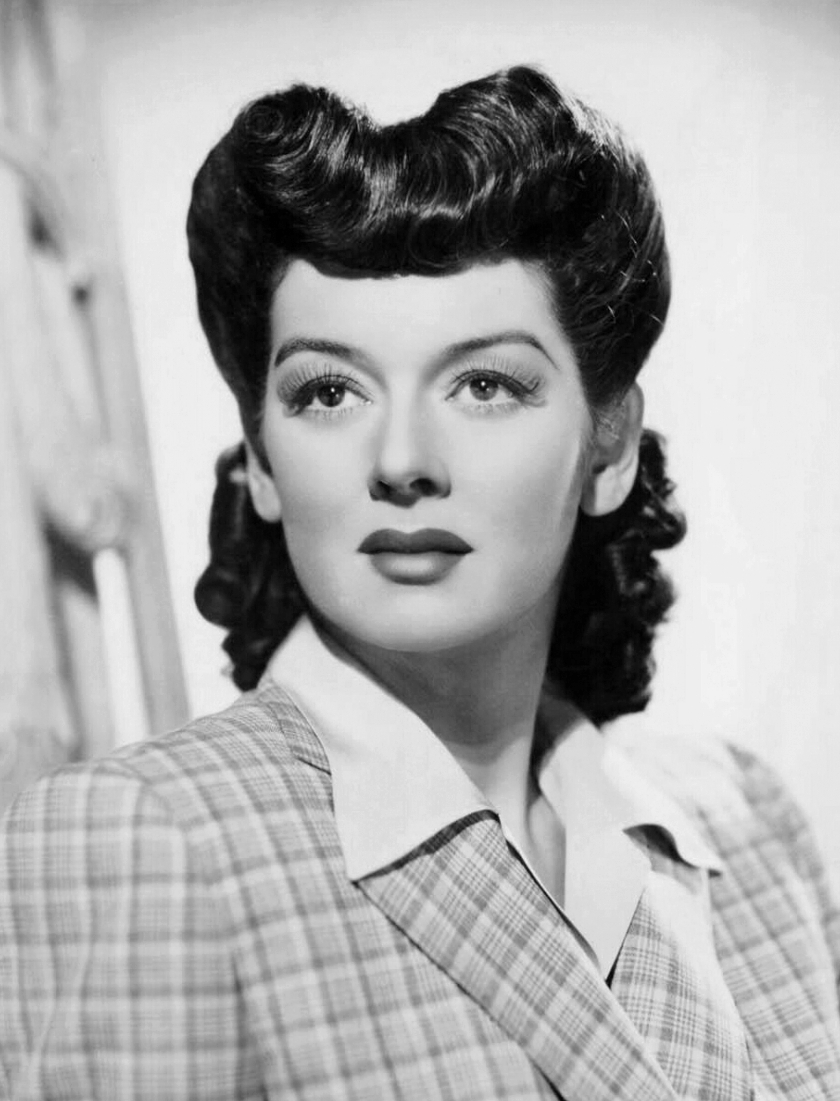
Rosalind Russell (um 1940)

Catherine Rosalind Russell (* 4. Juni 1907 in Waterbury, Connecticut; † 28. November 1976 in Beverly Hills, Kalifornien) war eine US-amerikanische Schauspielerin, die vor allem durch ihre Darstellung selbstbewusster Frauenfiguren in Komödien bekannt wurde. Russell wurde im Laufe ihrer Karriere mit fünf Golden Globe Awards und einem Tony Award ausgezeichnet und war viermal für den Oscar in der Kategorie Beste Hauptdarstellerin nominiert.

## Leben
Die Tochter eines Anwalts und einer Lehrerin machte eine Ausbildung an einer New Yorker Schauspielschule und ging 1934 mit einem Studiovertrag von MGM nach Hollywood. Dort erhielt sie in den folgenden Jahren einige größere Nebenrollen und Hauptrollen, allerdings ohne sich zunächst profilieren zu können. 1936 hatte sie im Zuge eines Loan-Out zu Columbia Pictures ihren Durchbruch in der Rolle einer materialistisch eingestellten Ehefrau in Craig’s Wife unter der Regie von Dorothy Arzner. Im Folgejahr war sie in dem Psychothriller Night Must Fall neben Robert Montgomery zu sehen. King Vidor besetzte Russell im folgenden Jahr als Filmpartnerin von Robert Donat in dem Ärztedrama Die Zitadelle. 1939 war sie neben Norma Shearer und Joan Crawford in der ausschließlich mit Frauen besetzten Filmkomödie Die Frauen von George Cukor besetzt und erhielt ein „star-billing“, ihr Name stand folglich im Vorspann über dem Filmtitel, wenn auch nur in halb so großen Buchstaben wie der von Shearer und Crawford.

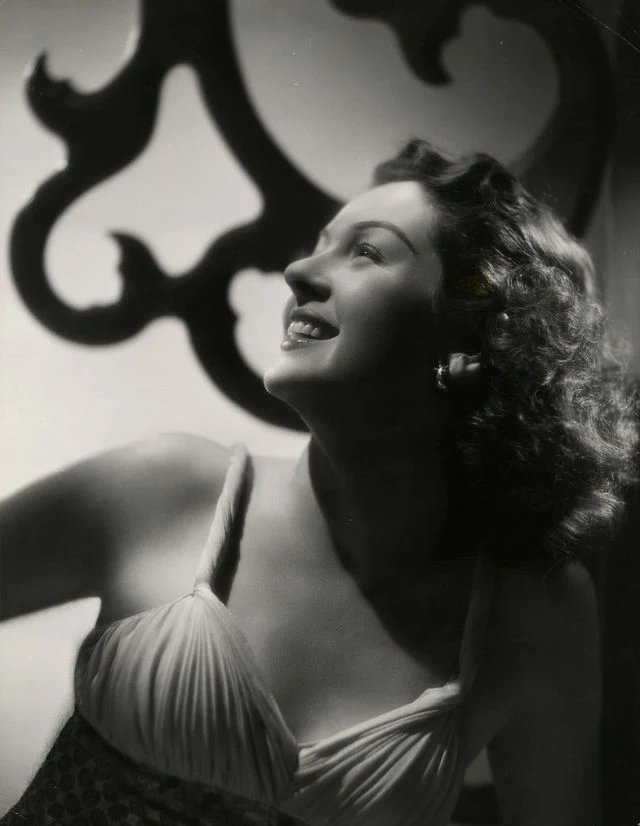
Rosalind Russell (1940)

Endgültig zum Star avancierte Russell im Jahr 1940 durch die Screwball-Komödie Sein Mädchen für besondere Fälle unter der Regie von Howard Hawks. In dieser spielte sie als gewiefte Reporterin Hildy die Ex-Frau eines von Cary Grant gespielten Chefredakteurs, mit dem sie sich im Laufe des Films eine Reihe hitziger Wortgefechte liefert. Nach diesem Erfolg wurde sie noch häufiger in leichten Komödien besetzt, in denen sie meist selbstbewusste, beruflich erfolgreiche Frauen, sogenannte „Boss Ladies“, verkörperte. Als Chefin eines Verlagshauses verliebt sie sich in ihren männlichen Sekretär in Liebling, zum Diktat. Im selben Jahr war sie in der Komödie Meine Schwester Ellen die ältere Schwester, die zielbewusst eine Karriere als Autorin verfolgt. In Eine Frau mit Unternehmungsgeist war Russell im Jahr 1945 als Unternehmerin zu sehen, deren beruflicher Erfolg ihre Ehe gefährdet.
Ab Mitte der Dekade arbeitete Russell ohne festen Studiovertrag und trat nun öfter in dramatischen Rollen auf. Für ihre Darbietungen in der Filmbiografie Schwester Kenny aus dem Jahr 1946 über die australische Krankenschwester Elizabeth Kenny sowie in der ambitionierten Eugene-O’Neill-Verfilmung Trauer muss Elektra tragen von 1947 erhielt sie jeweils den Golden Globe Award in der Kategorie Beste Hauptdarstellerin – Drama. An der Kinokasse floppten beide Filme dennoch, und auch bei beiden Oscarverleihungen ging Russell leer aus.
Anfang der 1950er-Jahre fand es Russell zunehmend schwer, passende Filmrollen zu finden, wozu sie auch das Typecasting als „Boss Lady“ verantwortlich machte. Sie kehrte an den Broadway zurück und gewann 1953 für Wonderful Town, die Musicalfassung von Meine Schwester Ellen, den Tony Award in der Kategorie Beste Hauptdarstellerin in einem Musical. Ihren größten Erfolg auf der Bühne feierte Russell vier Jahre später mit Die tolle Tante, wofür sie erneut eine Tony-Nominierung als beste Hauptdarstellerin in einem Bühnenstück erhielt. Sie wiederholte die Rolle der extravaganten Tante Mame Dennis in der gleichnamigen Verfilmung von 1958, was ihr eine weitere Oscar-Nominierung und erneut einen Golden Globe einbrachte. 

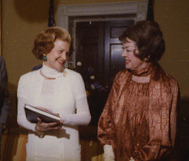
Russell (rechts) mit Betty Ford (Mai 1976)

Im Verlauf der 1950er-Jahre verlegte sich Russell im Kino auf Charakterrollen. Für ihren Auftritt als einsame, alternde Lehrerin in Picknick an der Seite von William Holden und Kim Novak erhielt Russell gute Kritiken. 1962 interpretierte sie die Bühnenmutter par excellence – Mama Rose, die Mutter der Tänzerin Gypsy Rose Lee – in dem Musicalfilm Gypsy – Königin der Nacht mit Natalie Wood in der Titelrolle. Der Film kam 1962 in den Verleih und wurde ein großer kommerzieller Erfolg. Doch fand Russell weniger Anklang bei den Rezensenten, sie wurde für ihre Darstellung der Mama Rose unvorteilhaft mit Ethel Merman verglichen, die am Broadway die Rolle spielte; dennoch reichte es für Russell für ihre fünfte und letzte Auszeichnung mit dem Golden Globe. Ihr letzter finanzieller Erfolge war die Komödie Immer Ärger mit den Engeln mit Hayley Mills. Die nachfolgenden Filme, darunter O Vater, armer Vater, Mutter hängt dich in den Schrank und ich bin ganz krank, fanden weder bei den Zuschauern noch bei den Kritikern Zuspruch. 
Anfang der 1970er-Jahre musste sich Russell wegen ihrer Arthritis aus dem Schauspielgeschäft zurückziehen. Nachdem sie im Laufe ihrer Karriere bei vier Oscarverleihungen leer ausgegangen war, erhielt die sozial engagierte Russell 1973 im Rahmen der Oscarverleihung den Jean Hersholt Humanitarian Award für ihre karitative Tätigkeit. Ein Stern auf dem Hollywood Walk of Fame, Höhe 1708 Vine Street, erinnert an sie. 2022 wurde auf der Berlinale Russells komödiantisches Werk gemeinsam mit dem von Carole Lombard und Mae West in einer Retrospektive gewürdigt.

## Privates

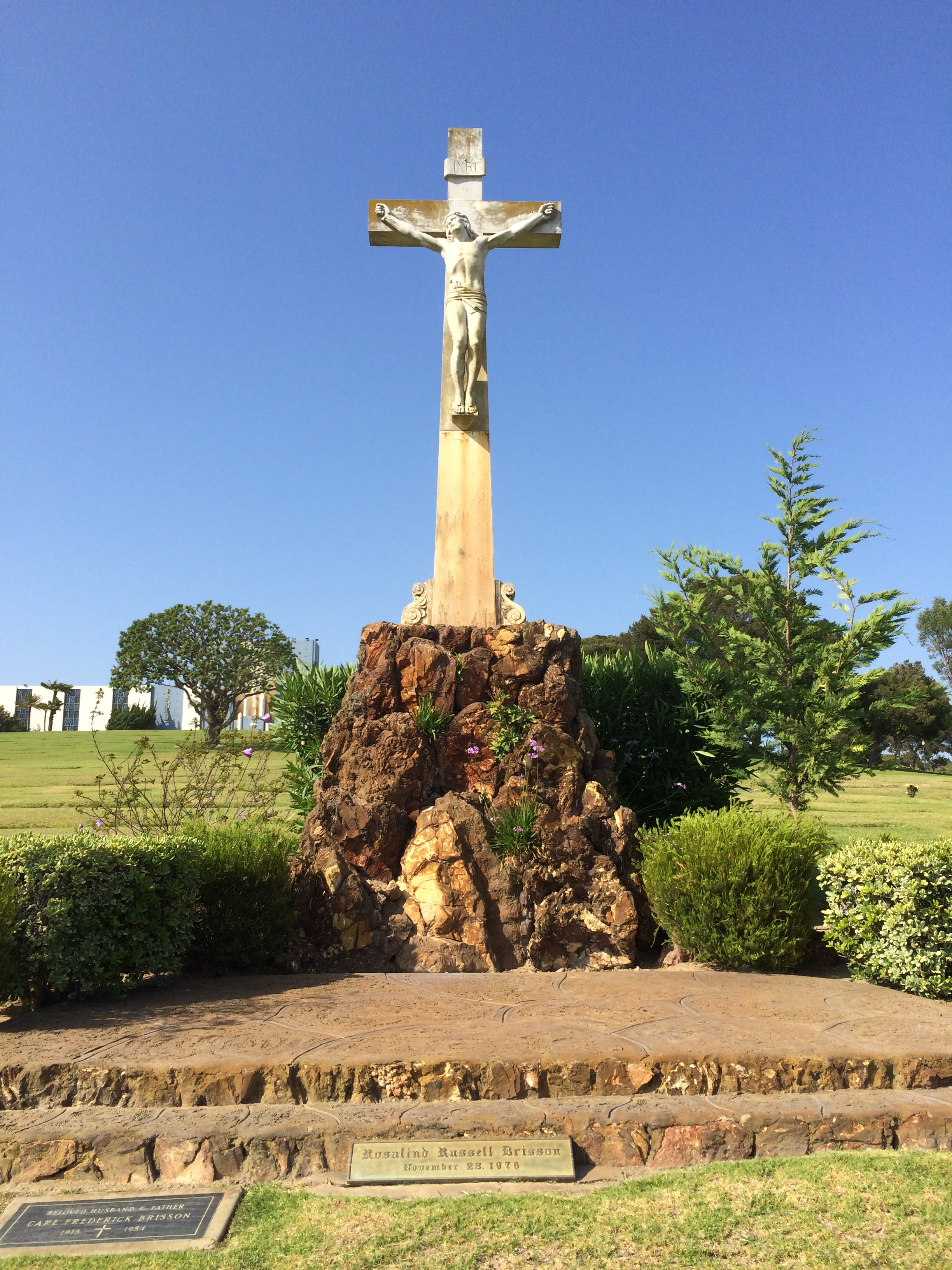
Russells Grab auf dem Holy Cross Cemetery

Russell war ab 1941 mit dem dänisch-amerikanischen Produzenten Frederick Brisson, einem Sohn des Schauspielers Carl Brisson, verheiratet. Die Ehe, aus der 1943 der Sohn Carl Lance hervorging, hielt bis zu ihrem Tod. Die streng katholische Russell war zeitlebens eng mit Loretta Young, Irene Dunne und Elizabeth Russell befreundet. Letztere war eine Zeitlang mit Rosalind Russells Bruder John verheiratet. Auch mit Joan Crawford pflegte sie über Jahrzehnte einen freundschaftlichen Umgang.
Rosalind Russell starb im November 1976 im Alter von 69 Jahren an Brustkrebs. 

## Filmografie
- 1934: Ich kämpfe für dich (Evelyn Prentice)
- 1934: The President Vanishes
- 1934: Heirate nie beim ersten Mal (Forsaking All Others)
- 1935: The Night Is Young
- 1935: The Casino Murder Case
- 1935: Helden von heute (West Point of the Air)
- 1935: Die öffentliche Meinung (Reckless)
- 1935: Spione küßt man nicht (Rendezvous)
- 1935: Abenteuer im Gelben Meer (China Seas)
- 1936: Unter zwei Flaggen (Under Two Flags)
- 1936: Craig’s Wife
- 1936: Trouble for Two
- 1937: Night Must Fall
- 1937: Live, Love and Learn
- 1938: Man-Proof
- 1938: Liebe zu viert (Four’s a Crowd)
- 1938: Die Zitadelle (The Citadel)
- 1939: Fast and Loose
- 1939: Die Frauen (The Women)
- 1940: Sein Mädchen für besondere Fälle (His Girl Friday)
- 1940: Keine Zeit für Komödie (No Time for Comedy)
- 1941: This Thing Called Love
- 1941: Fluchtweg unbekannt (They Met in Bombay)
- 1941: The Feminine Touch
- 1941: Rache ist süß (Design for Scandal)
- 1942: Liebling, zum Diktat (Take a Letter, Darling)
- 1942: Meine Schwester Ellen (My Sister Eileen)
- 1943: Flucht in die Freiheit (Flight for Freedom)
- 1943: Eine Frau hat Erfolg (What a Woman)
- 1945: Eine Frau mit Unternehmungsgeist (Roughly Speaking)
- 1946: Schwester Kenny (Sister Kenny)
- 1947: The Guilt of Janet Ames
- 1947: Trauer muss Elektra tragen (Mourning Becomes Electra)
- 1948: Die bronzene Göttin (The Velvet Touch)
- 1949: Flitterwochen mit Hindernissen (Tell It to the Judge)
- 1950: Die Männerfeindin (A Woman of Distinction)
- 1952: Never Wave at a WAC
- 1955: Girl Rush
- 1955: Picknick (Picnic)
- 1958: Die tolle Tante (Auntie Mame)
- 1962: Ein Fremder kam an (Five Finger Exercise)
- 1962: 1000 Meilen bis Yokohama (A Majority of One)
- 1962: Gypsy – Königin der Nacht (Gypsy)
- 1966: Immer Ärger mit den Engeln (The Trouble with Angels)
- 1967: O Vater, armer Vater, Mutter hängt dich in den Schrank und ich bin ganz krank (Oh Dad, Poor Dad, Mamma’s Hung You in the Closet and I’m Feelin’ So Sad)
- 1967: Rosie
- 1968: Wenn Engel reisen … (Where Angels Go, Trouble Follows)
- 1971: Mrs. Pollifax – Spy

## Auszeichnungen

### Oscar
- Oscarverleihung 1943 – Nominierung als beste Hauptdarstellerin für Meine Schwester Ellen
- Oscarverleihung 1947 – Nominierung als beste Hauptdarstellerin für Schwester Kenny
- Oscarverleihung 1948 – Nominierung als beste Hauptdarstellerin für Trauer muss Elektra tragen
- Oscarverleihung 1959 – Nominierung als beste Hauptdarstellerin für Die tolle Tante
- Oscarverleihung 1973 – Jean Hersholt Humanitarian Award für ihre karitative Tätigkeit

### Golden Globe Award
- Golden Globe Awards 1947 – Auszeichnung als beste Hauptdarstellerin in einem Drama für Schwester Kenny
- Golden Globe Awards 1948 – Auszeichnung als beste Hauptdarstellerin in einem Drama für Trauer muss Elektra tragen
- Golden Globe Awards 1959 – Auszeichnung als Bester Hauptdarsteller – Komödie oder Musical für Die tolle Tante
- Golden Globe Awards 1961 – Auszeichnung als beste Hauptdarstellerin in einer Komödie oder Musical für 1000 Meilen bis Yokohama
- Golden Globe Awards 1963 – Auszeichnung als beste Hauptdarstellerin in einer Komödie oder Musical für Gypsy – Königin der Nacht

### Tony Award
- 1953 – Tony Award als beste Hauptdarstellerin in einem Musical für Wonderful Town
- 1957 – Nominierung als beste Hauptdarstellerin in einem Theaterstück für Die tolle Tante